# Règlement des États généraux de 1789
Le Règlement des États généraux de 1789 désigne le règlement régissant les élections lors de la convocation des États généraux le 24 janvier 1789. Ce règlement distinguait les bailliages principaux, auxquels des lettres de convocation devaient être adressées, et des bailliages secondaires groupés autour des précédents.

## Contenu
Le roi, en adressant aux diverses provinces soumises à son obéissance des lettres de convocation pour les États généraux, a voulu que ses sujets fussent tous appelés à concourir aux élections des députés qui doivent former cette grande et solennelle assemblée ; Sa Majesté a désiré que des extrémités de son royaume et des habitations les moins connues, chacun fût assuré de faire parvenir jusqu'à elle ses vœux et ses réclamations ; Sa Majesté ne peut souvent atteindre que par son amour à cette partie de ses peuples que l’étendue de son royaume et l’appareil du trône semblent éloigner d’elle, et qui, hors de la portée de ses regards, se fie néanmoins à la protection de sa justice et aux soins prévoyants de sa bonté.
Sa Majesté a donc reconnu, avec une véritable satisfaction, qu’au moyen des assemblées graduelles ordonnées dans toute la France pour la représentation du tiers-état, elle aurait ainsi une sorte de communication avec tous les habitants du son royaume, et qu’elle se rapprocherait de leurs besoins et de leurs vœux d’une manière plus sûre et plus immédiate.
Sa Majesté a tâché de remplir encore cet objet particulier de son inquiétude, en appelant aux assemblées du clergé tous les bons et utiles pasteurs qui s’occupent de près et journellement de l’indigence et de l’assistance du peuple, et qui connaissent plus intimement ses maux et ses appréhensions. Le roi a pris soin néanmoins que dans aucun moment les paroisses ne fussent privées de la présence de leurs curés, ou d’un ecclésiastique capable de les remplacer ; et dans ce but Sa Majesté a permis aux curés qui n’ont point de vicaires de donner leur suffrage par procuration.
Le roi appelle au droit d’être élus pour députés de la noblesse tous les membres de cet ordre indistinctement, propriétaires ou non propriétaires : c’est par leurs qualités personnelles, c’est par les vertus dont ils sont comptables envers leurs ancêtres, qu’ils ont servi l’État dans tous les temps et qu’ils le serviront encore ; et le plus estimable d’entre eux sera toujours celui qui méritera le mieux de le représenter.
Le roi, en réglant l’ordre des convocations et la forme dus assemblées, a voulu suivre les anciens usages autant qu’il était possible. Sa Majesté, guidée par ce principe, a conservé, à tous les bailliages qui avaient député directement aux États généraux en 1614, un privilège consacré par le temps, pourvu du moins qu’ils n’eussent pas perdu les caractères auxquels cette distinction avait été accordée ; et Sa Majesté, afin d’établir une règle uniforme, a étendu la même prérogative au petit nombre de bailliages qui ont acquis des titres pareils depuis l’époque des derniers États généraux.
Il est résulté de cette disposition que de petits bailliages auront un nombre de députés supérieur à celui qui leur aurait appartenu dans une division exactement proportionnée à leur population ; mais Sa Majesté a diminué l’inconvénient de cette inégalité, eu assurant aux autres bailliages une députation relative à leur population et à leur importance ; et ces nouvelles combinaisons n’auront d’autre conséquence que d’augmenter un peu le nombre général des députés. Cependant le respect pour les anciens usages et la nécessité de les concilier avec les circonstances présentes, sans blesser les principes de la justice, ont  rendu l’ensemble de l’organisation des prochains États généraux, et toutes les dispositions préalables, très difficiles et souvent imparfaites. Cet inconvénient n’eût pas existé si l’on eût suivi une marche entièrement libre, et tracée seulement par la raison et par l’équité ; mais Sa Majesté a cru mieux répondre aux vœux de ses peuples, en réservant à l’assemblée des États généraux le soin de remédier aux inégalités qu’on n’a pu éviter, et de préparer pour l’avenir un système plus parfait.
Sa Majesté a pris toutes les précautions que son esprit de sagesse lui a inspirées, afin de prévenir les difficultés, et de fixer toutes les incertitudes ; elle attend, des différents officiers chargés de l’exécution de ses volontés, qu’ils veilleront assidûment au maintien si désirable de l’ordre et de l’harmonie ; elle attend surtout que la voix de la conscience sera seule écoutée dans le choix des députés aux États généraux.
Sa Majesté exhorte les électeurs à se rappeler que les hommes d’un esprit sage méritent la préférence, et que par un heureux accord de la morale et de la politique, il est rare que dans les affaires publiques et nationales les plus honnêtes gens ne soient aussi les plus habiles.
Sa Majesté est persuadée que la confiance due à une assemblée représentative de la nation entière empêchera qu’on ne donne aux députés aucune instruction propre à arrêter ou à troubler le cours des délibérations. Elle espère que tous ses sujets auront sans cesse devant les yeux, et comme présent à leurs sentiments, le bien inappréciable que les États généraux peuvent opérer, et qu’une si haute considération les détournera de se livrer prématurément à un esprit de défiance qui rend si facilement injuste, et qui empêcherait de faire servir à la gloire et à la prospérité de l’État la plus grande de toutes les forces, l’union des intérêts et des volontés.
Enfin, Sa Majesté, selon l’usage observé pur les rois, ses prédécesseurs, s’est déterminée à rassembler autour de sa demeure les États généraux du royaume, non pour gêner en aucune manière la liberté des délibérations, mais pour leur conserver le caractère le plus cher à son cœur, celui de conseil et d’ami.
En conséquence, Sa Majesté a ordonné et ordonne ce qui suit :
Art. Ier. Les lettres de convocation seront envoyées aux gouverneurs des différentes provinces du royaume, pour les faire parvenir, dans l’étendue de leurs gouvernements, aux baillis et sénéchaux d’épée, à qui elles seront adressées, ou à leurs lieutenants.

Art. II. Dans la vue de faciliter et de simplifier les opérations qui seront ordonnées par le présent règlement, il sera distingué deux classes de bailliages et de sénéchaussées. Dans la première classe seront compris tous les bailliages et sénéchaussées auxquels Sa Majesté a jugé que ses lettres de convocation devaient être adressées, conformément à ce qui s’est pratiqué en 1614. Dans la seconde classe seront compris ceux des bailliages et sénéchaussées qui, n’ayant pas député directement en 1614, ont été jugés par Sa Majesté devoir encore ne députer que secondairement et conjointement avec les bailliages ou sénéchaussées de la première classe ; et dans l’une et l’autre classe l’on entendra par bailliages ou sénéchaussées tous les sièges auxquels la connaissance des cas royaux est attribuée.

Art. III. Les bailliages ou sénéchaussées de la première classe seront désignés sous le litre de bailliages
principaux ou de sénéchaussées principales. Ceux de la seconde classe le seront sous celui de bailliages
ou sénéchaussées secondaires.

Art. IV. Les bailliages principaux ou sénéchaussées principales, formant la première classe, auront un arrondissement dans lequel les bailliages ou, sénéchaussées secondaires, composant la seconde classe, seront compris et répartis, soit à raison de leur proximité des principaux bailliages ou des sénéchaussées principales, soit à raison de leur démembrement de l’ancien ressort desdits bailliages ou sénéchaussées.

Art. V. Les bailliages ou sénéchaussées de la seconde classe seront désignés à la suite des bailliages et des sénéchaussées de la première classe, dont ils formeront l’arrondissement, dans l’état mentionné ci-après, et qui sera annexé au présent règlement.

Art. VI. En conséquence des distinctions établies par les articles précédents, les lettres de convocation seront adressées aux baillis et sénéchaux des bailliages principaux et des sénéchaussées principales ; et lesdits baillis et sénéchaux principaux, ou leurs lieutenants, en enverront des copies collationnées, ainsi que du présent règlement, aux bailliages et sénéchaussées secondaires.

Art. VII. Aussitôt après la réception des lettres de convocation, les baillis et sénéchaux principaux, ou leurs lieutenants, les feront, sur la réquisition du procureur du roi, publier à l’audience, et enregistrer au greffe de leur siège ; et ils feront remplir les formes accoutumées pour leur donner la plus grande publicité.

Art. VIII. Les officiers du siège pourront assister à la publication, qui se fera à l’audience, des lettres de convocation, mais ils ne prendront aucune part à tous les actes, jugements et ordonnances que le bailli ou le sénéchal ou son lieutenant, ou en leur absence le premier officier du siège, sera dans le cas de faire et de rendre pour l’exécution desdites lettres. Le procureur du roi aura seul le droit d’assister le bailli ou sénéchal, ou son lieutenant ; et il sera tenu, ou l’avocat du roi en son absence, de faire toutes les réquisitions ou diligences nécessaires pour procurer ladite exécution.

Art. IX. Lesdits baillis et sénéchaux principaux, ou leurs lieutenants, feront assigner, à la requête du procureur du roi, les évêques et les abbés, tous les chapitres, corps et communautés ecclésiastiques rentes, réguliers et séculiers, des deux sexes, et généralement tous les ecclésiastiques possédant bénéfice ou commanderie, et tous les nobles possédant fief, dans toute l’étendue du ressort ordinaire de leur bailliage ou sénéchaussée principale, à l’effet de comparaître à rassemblée générale du bailliage ou sénéchaussée principale, au jour qui sera indiqué par l’assignation, lequel jour ne pourra être plus tard que le 16 mars prochain.

Art. X. En conséquence, il sera tenu dans chaque chapitre séculier d’hommes une assemblée qui se séparera en deux parties, l’une desquelles, composée de chanoines, nommera un député à raison de dix chanoines présents, et au-dessous ; deux au-dessus de dix jusqu'à vingt, et ainsi de suite ; et l’autre partie, composée de tous les ecclésiastiques engagés dans les ordres, attachés par quelque fonction au service du chapitre, nommera un député à raison de vingt desdits ecclésiastiques présents, et au-dessus ; deux au-dessus de vingt jusqu'à quarante, et ainsi de suite.

Art. XI. Tous les autres corps et communautés rentés, réguliers, des deux sexes, ainsi que les chapitres et communautés de filles, ne pourront être représentés que par un seul député ou procureur fondé, pris dans l’ordre ecclésiastique séculier ou régulier. Les séminaires, collèges et hôpitaux étant des établissements publics à la conservation desquels tous les ordres ont un égal intérêt, ne seront point admis à se faire représenter.

Art. XII. Tous les autres ecclésiastiques possédants bénéfices, et tous les nobles possédant fief, seront tenus de se rendre en personne à l’assemblée, ou de se faire représenter par un procureur fondé pris dans leur ordre. Dans le cas où quelques-uns desdits ecclésiastiques ou nobles n’auraient point été assignés, ou n’auraient point reçu l’assignation qui doit leur être donnée au principal manoir de leur bénéfice ou fief, ils pourront néanmoins se rendre en personne à l’assemblée, ou se faire représenter par des procureurs fondés, qui justifieront de leurs litres.

Art. XIII. Les assignations qui seront données aux pairs de France le seront au chef-lieu de leurs pairies, sans que la comparution desdits pairs à la suite des assignations puisse en aucun cas, ni d’aucune manière, porter préjudice aux droits et privilèges de leurs pairies.

Art. XIV. Les curés des paroisses, bourgs et communautés des campagnes, éloignés de plus de deux lieues de la ville où se tiendra l’assemblée du bailliage ou sénéchaussée à laquelle ils auront été assignés, ne pourront y comparaître que par des procureurs pris dans l’ordre ecclésiastique, à moins qu’ils n’aient dans leurs cures un vicaire ou desservant résidant en état du remplir leurs fonctions, lequel vicaire ou desservant ne pourra quitter la paroisse pendant l’absence du curé.

Art. XV. Dans chaque ville tous les ecclésiastiques engagés dans les ordres et non possédant bénéfice seront tenus de se réunir chez le curé de la paroisse sur laquelle ils se trouveront habitués ou domiciliés ; et là, de choisir des députés a raison d’un sur vingt ecclésiastiques présents, et au-dessous ; deux au-dessus de vingt jusqu'à quarante, et ainsi de suite, non compris le curé, à qui le droit de venir à l’assemblée générale appartient à raison de son bénéfice.

Art. XVI. Tous les autres ecclésiastiques engagés dans les ordres, non résidants dans les villes, et tous les nobles non possédant fief, ayant la noblesse acquise et transmissible, âgés de vingt-cinq ans, nés Français ou naturalisés dans le ressort du bailliage, seront tenus, en vertu des publications et affiches des lettres de convocation, de se rendre en personne à rassemblée des trois états du bailliage ou sénéchaussée, sans pouvoir se faire représenter par procureur.

Art. XVII. Ceux des ecclésiastiques ou des nobles, qui possèderont des bénéfices ou des fiefs situés dans plusieurs bailliages ou sénéchaussées, pourront se faire représenter, à l’assemblée de ces trois états de chacun de ces bailliages ou sénéchaussées, par un procureur fondé pris dans leur ordre ; mais ils ne pourront avoir qu’un suffrage dans la même assemblée générale de bailliage ou sénéchaussée, quel que soit le nombre des bénéfices ou fiefs qu’ils y possèdent.

Art. XVIII. Les ecclésiastiques engagés dans les ordres, possédant des fiefs non dépendants de bénéfices, se rangeront dans l’ordre ecclésiastique, s’ils comparaissent en personne ; mais s’ils donnent une procuration ils seront tenus de la donner à un noble, qui se rangera dans l’ordre de la noblesse.

Art. XIX.  Les baillis et commandeurs de l’ordre de Malte seront compris dans l’ordre ecclésiastique. Les novices sans bénéfice seront compris dans l’ordre de la noblesse ; et les servants qui n’ont point fait de vœux, dans l’ordre du tiers état.

Art. XX. Les femmes possédant divisément, les filles et les veuves, ainsi que les mineurs jouissant de la noblesse, pourvu que lesdites femmes, filles, veuves, et mineurs possèdent des fiefs, pourront se faire représenter par des procureurs pris dans l’ordre de la noblesse.

Art. XXI. Tous lés députés et procureurs fondés seront tenus d’apporter tous les mémoires et instructions qui leur auront été remis par leurs commettants, et de les présenter lors de la rédaction des cahiers, pour y avoir tel égard que de raison. Lesdits députés et procureurs fondés ne pourront avoir, lors de ladite rédaction et dans toute autre délibération, que leur suffrage personnel ; mais pour l’élection des députés aux États généraux, les fondés de procuration des ecclésiastiques possédant bénéfices, et des nobles possédant fiefs, pourront, indépendamment de leur suffrage personnel, avoir deux voix, et ne pourront en avoir davantage, quel que soit le nombre de leurs commettants.

Art. XXII. Les baillis et sénéchaux principaux. ou leurs lieutenants, feront, à la réquisition du procureur du roi, notifier les lettres de convocation, ainsi que le présent règlement, par un huissier royal, aux officiers municipaux des villes, maires, consuls, syndics, préposés, ou autres officiers des paroisses et communautés de campagne, situées dans l’étendue de leur juridiction pour les cas royaux, avec sommation de faire publier lesdites lettres et ledit règlement au prône des messes paroissiales ; et, à l’issue desdites messes, à la porte de l’église, dans une assemblée convoquée en la forme accoutumée.

Art. XXIII. Les copies des lettres de convocation du présent règlement, ainsi que la sentence du bailli ou sénéchal seront imprimées et notifiées sur papier non timbré. Tous les procès-verbaux et autres actes relatifs aux assemblées et aux élections, qu’ils soient ou non dans le cas d’être signifiés, seront pareillement rédigés sur papier libre ; le prix de chaque exploit sera fixé à douze sous.

Art. XXIV. Huitaine au plus tard après la notification et publication des lettres de convocation, tous les habitants composant le tiers-état des villes, ainsi que ceux des bourgs, paroisses et communautés de campagne, ayant un rôle séparé d’impositions, seront tenus de s’assembler dans la forme ci-après prescrite, à l’effet de rédiger le cahier de leurs plaintes et doléances, et de nommer des députés pour porter ledit cahier aux lieu et jour qui leur auront été indiqués par l’acte de notification et sommation qu’ils auront reçu.

Art. XXV. Les paroisses et communautés, les bourgs ainsi que les villes non comprises dans l’état annexé au présent règlement, s’assembleront dans le lieu ordinaire des assemblées, et devant le juge du lieu, ou en son absence devant tout autre officier public ; à laquelle assemblée auront droit d’assister tous les habitants composant le tiers-état, nés Français ou naturalisés, âgés de vingt-cinq ans, domiciliés et compris au rôle des impositions, pour concourir à la rédaction des cahiers et à la nomination des députés.

Art. XXVI. Dans les villes dénommées en l’état annexé au présent règlement, les habitants s’assembleront d’abord par corporation, à l’effet de quoi les officiers municipaux seront tenus de faire avertir, sans ministère d’huissier, les syndics ou autres officiers principaux de chacune desdites corporations, pour qu’ils aient à convoquer une assemblée générale de tous les membres de leur corporation. Les corporations d’arts et métiers choisiront un député à raison de cent individus et au-dessous, présents à l’assemblée ; deux au-dessus de cent ; trois au-dessus de deux cents, et ainsi de suite. Les corporations d’arts libéraux, celles des négociants, armateurs et généralement tous les autres citoyens réunis par l’exercice des mêmes fonctions, et formant des assemblées ou des corps autorisés, nommeront deux députés à raison de cent individus et au-dessous ; quatre au-dessus de cent ; six au-dessus de deux cents, et ainsi de suite. En cas de difficultés sur l’exécution du présent article, les officiers municipaux en décideront provisoirement, et leur décision sera exécutée, nonobstant opposition ou appel.

Art. XXVII. Les habitants composant le tiers-état desdites villes, qui ne se trouveront compris dans aucun corps, communauté ou corporation, s’assembleront à l’hôtel de ville au jour qui sera indiqué par les officiers municipaux et il y sera élu des députés dans la proportion de deux députés pour cent individus et au-dessous, présents à ladite assemblée ; quatre au-dessus de cent, six au-dessus de deux cents, et toujours en augmentant ainsi dans la même proportion.

Art. XXVIII. Les députés choisis dans les différentes assemblées particulières formeront à l’hôtel de ville, et sous la présidence des officiers municipaux, l’assemblée du tiers-état de la ville, dans laquelle assemblée ils rédigeront le cahier des plaintes et doléances de ladite ville, et nommeront des députés pour le porter aux lieu et jour qui leur auront été indiqués.

Art. XXIX. Nulle autre ville que celle de Paris n’enverra de députés particuliers aux États généraux, les grandes villes devant en être dédommagées, soit par le plus grand nombre de députés accordé à leur bailliage ou sénéchaussée, à raison de la population desdites villes, soit par l’influence qu’elles seront dans le cas d’avoir sur le choix de ces députés.

Art. XXX. Ceux des officiers municipaux qui ne seront pas du tiers-état n’auront dans l’assemblée qu’ils présideront aucune voix, soit pour la rédaction des cahiers, soit pour l’élection des députés ; ils pourront néanmoins être élus, et il en sera usé de même à l’égard des juges des lieux ou autres officiers publics qui présideront les assemblées des paroisses ou communautés dans lesquelles ils ne seront pas domiciliés.

Art. XXXI. Le nombre des députés qui seront choisis par les paroisses et ; communautés de campagne, pour porter leurs cahiers, sera de deux, à raison de deux cents feux et au-dessous ; de trois au-dessus de deux cents feux ; de quatre au-dessus de trois cents feux, et ainsi de suite. Les villes enverront le nombre de députés fixé par l’état général annexé au présent règlement ; et, à l’égard de toutes celles qui ne s’y trouvent pas comprises, le nombre de leurs députés sera fixé à quatre.

Art. XXXII. Les actes que le procureur du roi fera notifier aux officiers municipaux des villes et aux syndics, fabriciens ou autres officiers de bourgs, paroisses et communautés des campagnes, contiendront sommation de se conformer aux dispositions du règlement et de l’ordonnance du bailli ou sénéchal, soit pour la forme de leurs assemblées, soit pour le nombre de députés que lesdites villes et communautés auront à envoyer, suivant l’état annexé au présent règlement, ou d’après ce qui est porté par l’article précédent.

Art. XXXIII. Dans les bailliages principaux ou sénéchaussées principales, auxquels doivent être envoyés des députés du tiers-état des bailliages ou sénéchaussées secondaires, les baillis ou sénéchaux, ou leurs lieutenants en leur absence, seront tenus de convoquer, avant le jour indiqué pour rassemblée générale, une assemblée préliminaire des députés du tiers-état des villes, bourgs, paroisses et communautés de leur ressort, à l’effet, par lesdits députés, d’y réduire leurs cahiers en un seul, et de nommer le quart d’entre eux pour porter ledit cahier à l’assemblée générale des trois états du bailliage ou sénéchaussée, et pour concourir avec les députés des autres bailliages secondaires, tant à la réduction en un seul de tous les cahiers desdits bailliages ou sénéchaussées, qu’à l’élection du nombre des députés aux États généraux fixé par la lettre du roi. La réduction au quart ci-dessus ordonnée dans lesdits bailliages principaux et secondaires ne s’opèrera pas d’après le nombre des députés présents, mais d’après le nombre de ceux qui auraient dû se rendre à ladite assemblée, afin que l’influence que chaque bailliage doit avoir sur la rédaction des cahiers et l’élection des députés aux États généraux, à raison de sa population et du nombre des communautés qui en dépendent, ne soit pas diminuée par l’absence de ceux des députés qui ne se seraient pas rendus à l’assemblée.

Art. XXXIV. La réduction au quart des députés des villes et communautés peur l’élection des députés aux États généraux, ordonnée par Sa Majesté dans les bailliages principaux, auxquels doivent se réunir les députés d’autres bailliages secondaires, ayant été déterminée par la réunion de deux motifs, l’un, de prévenir les assemblées trop nombreuses dans ces bailliages principaux ; l’autre, de diminuer les peines et les frais de voyages plus longs et plus multipliés d’un grand nombre de députés, et ce dernier motif n’existant pas dans les bailliages principaux qui n’ont pas de bailliages secondaires, Sa Majesté a ordonné que, dans lesdits bailliages principaux n’ayant point de bailliages secondaires, l’élection des députés du tiers-état aux États généraux sera faite immédiatement, après la réunion des cahiers de toutes lés villes et communautés en un seul, par tous les députés desdites villes et communautés qui s’y sont rendus, à moins que le nombre desdits députés n’excédât celui de deux cents ; auquel cas seulement lesdits députés seront tenus de se réduire audit nombre de deux cents pour l’élection des députés aux États généraux.

Art. XXXV. Les baillis et sénéchaux principaux auxquels Sa Majesté aura adressé ses lettres de convocation, ou leurs lieutenants, en feront remettre des copies collationnées, ainsi que du règlement y annexé, aux lieutenants des bailliages et sénéchaussées secondaires, compris dans l’arrondissement fixé par l’état annexé au présent règlement, pour être procédé par les lieutenants desdits bailliages et sénéchaussées secondaires, tant à l’enregistrement et à la publication desdites lettres de convocation et dudit règlement, qu’il la convocation des membres du clergé, de la noblesse par-devant le bailli ou sénéchal principal, ou son lieutenant, et du tiers-état par-devant eux.

Art. XXXVI. Les lieutenants des bailliages et sénéchaussées secondaires, auxquels les lettres de convocation auront été adressées par les baillis ou sénéchaux principaux, seront tenus de rendre une ordonnance conforme aux dispositions du présent règlement, en y rappelant le jour fixé, par l’ordonnance des baillis ou sénéchaux principaux, pour la tenue de l’assemblée des trois états.

Art. XXXVII. En conséquence lesdits lieutenants des bailliages ou sénéchaussées secondaires feront assigner les évêques, abbés, chapitres, corps et communautés ecclésiastiques rentés, réguliers et séculiers, des deux sexes, les prieurs, les curés, les commandeurs, et généralement tous les bénéficiers et tous les nobles possédant fiefs dans l’étendue desdits bailliages ou sénéchaussées secondaires, à l’effet de se rendre à l’assemblée générale des trois états du bailliage ou de la sénéchaussée principale, aux jour et lieu fixés par les baillis ou Sénéchaux principaux.

Art. XXXVIII. Lesdits lieutenants des bailliages ou sénéchaussées secondaires feront également notifier les lettres de convocation, le règlement et leur ordonnance aux villes, bourgs, paroisses et communautés situés dans l’étendue de leur juridiction. Les assemblées de ces villes et communautés s’y tiendront dans l’ordre et la forme portés au présent règlement, et il se tiendra devant les lieutenants desdits bailliages ou sénéchaussées secondaires, et au jour par eux fixé, quinzaine au moins avant le jour déterminé pour l’assemblée générale des trois états du bailliage ou sénéchaussée principale, une assemblée préliminaire de tous les députés des villes et communautés de leur ressort, à l’effet de réduire tous leurs cahiers en un seul, et de nommer le quart d’entre eux pour porter ledit cahier à l’assemblée des trois états du bailliage ou sénéchaussée principale, conformément aux lettres de convocation.

Art. XXXIX. L’assemblée des trois états du bailliage ou de la sénéchaussée principale sera composée des membres du clergé et de ceux de la noblesse qui s’y seront rendus, soit en conséquence des assignations qui leur auront été particulièrement données, soit en vertu de la connaissance générale, acquise par les publications et affiches des lettres de convocation ; et des différents députés du tiers-état qui auront été choisis pour assister à ladite assemblée. Dans les séances, l’ordre du clergé aura la droite, l’ordre de la noblesse occupera la gauche, et celui du tiers-état sera placé en face. Entend, Sa Majesté, que la place que chacun prendra en particulier dans son ordre ne puisse tirer à conséquence dans aucun cas, ne doutant pas que tous ceux qui composeront ces assemblées n’aient les égards et les déférences que l’usage a consacrés pour les rangs, les dignités et l’âge.

Art. XL. L’assemblée des trois ordres réunis sera présidée par le bailli ou sénéchal, ou son lieutenant ; il y sera donné acte aux comparants de leur comparution, et il sera donné défaut contre les non comparants ; après quoi il sera passé à la réception du serment que feront les membres de l’assemblée, de procéder fidèlement à la rédaction du cahier général et à la nomination des députés. Les ecclésiastiques et les nobles se retireront ensuite dans le lieu qui leur sera indiqué pour tenir leur assemblée particulière.

Art. XLI. L’assemblée du clergé sera présidée par celui auquel l’ordre de la hiérarchie défère la présidence ; celle de la noblesse sera présidée par le bailli ou sénéchal, et en son absence par le président qu’elle aura élu ; auquel cas l’assemblée qui se tiendra pour celte élection sera présidée par le plus avancé en âge. L’assemblée du tiers-état sera présidée par le lieutenant du bailliage ou de la sénéchaussée, et à son défaut pur celui qui doit le remplacer. Le clergé et la noblesse nommeront leurs secrétaires ; le greffier du bailliage sera secrétaire du tiers.

Art. XLII. S’il s’élève quelques difficultés sur la justification des titres et qualités de quelques-uns de ceux qui se présenteront pour être admis dans l’ordre du clergé ou dans celui de la noblesse, les difficultés seront décidées provisoirement par le bailli ou sénéchal, et eu son absence par son lieutenant, assisté de quatre ecclésiastiques pour le clergé, et de quatre gentilshommes pour la noblesse, sans que la décision qui interviendra puisse servir ou préjudicier dans aucun autre cas.

Art. XLIII. Chaque ordre rédigera ses cahiers, et nommera ses députés séparément, à moins qu’il ne préfère d’y procéder en commun, auquel cas le consentement des trois ordres, pris séparément, sera nécessaire.

Art. XLlV. Pour procéder à la rédaction des cahiers, il sera nommé des commissaires qui y vaqueront sans interruption et sans délai ; et, aussitôt que leur travail sera fini, les cahiers de chaque ordre seront définitivement arrêtés dans l’assemblée de l’ordre.

Art. XLV. Les cahiers seront dressés et rédigés avec le plus de précision et de clarté qu’il sera possible ; et les pouvoirs dont les députés seront munis devront être généraux et suffisants pour proposer, remontrer, aviser et consentir, ainsi qu’il est porté aux lettres de convocation.

Art. XLVI. Les élections des députés, qui seront successivement choisis pour former les assemblées graduelles ordonnées par le présent règlement, seront faites à haute voix ; les députés aux États généraux seront seuls élus par la voie du scrutin.

Art. XLVII. Pour parvenir à cette dernière élection, il sera d’abord fait choix au scrutin de trois membres de l’assemblée, qui seront chargés d’ouvrir les billets, d’en vérifier le nombre, décompter les voix, et de déclarer le choix de l’assemblée. Les billets de ce premier scrutin seront déposés, par tous les députés successivement, dans un vase placé sur une table au-devant du secrétaire de l’assemblée, et la vérification en sera faite par ledit secrétaire, assisté des trois plus anciens d’âge. Les trois membres de l’assemblée qui auront eu le plus de voix seront les trois scrutateurs. Les scrutateurs prendront place devant le bureau, au milieu de la salle de l’assemblée, et ils déposeront d’abord dans le vase à ce préparé leurs billets d’élection, après quoi tous les électeurs viendront pareillement, l’un après l’autre, déposer ostensiblement leurs billets dans ledit vase. Les électeurs ayant repris leurs places, les scrutateurs procèderont d’abord au compte en recensement des billets ; et si le nombre s’en trouvait supérieur à celui des suffrages existants dans l’assemblée, en comptant ceux qui résultent des procurations, il serait, sur la déclaration des scrutateurs, procédé à l’instant à un nouveau scrutin et les billets dit premier scrutin seraient incontinent brûlés. Si le premier billet portait plusieurs noms, il serait rejeté sans recommencer le scrutin ; il en serait usé de même dans le cas où il se trouverait un ou plusieurs billets qui fussent en blanc. Le nombre des billets étant ainsi constaté, ils seront ouverts, et les voix seront vérifiées par lesdits scrutateurs, à voix basse. La pluralité sera censée acquise par une seule voix au-dessus de la moitié des suffrages de l’assemblée. Tous ceux qui auront obtenu cette pluralité seront déclarés élus. A défaut de ladite pluralité, on ira une seconde fois au scrutin, dans la forme qui vient d’être prescrite ; et, si le choix de l’assemblée n’est pas encore déterminé par la pluralité, les scrutateurs déclareront les deux sujets qui auront réuni le plus de voix, et ce seront ceux-là seuls qui pourront concourir à l’élection qui sera déterminée par le troisième tour de scrutin, en sorte qu’il ne sera dans aucun cas nécessaire de recourir plus de trois fois au scrutin. En cas d’égalité parfaite de suffrages entre les concurrents dans le troisième tour de scrutin, le plus ancien d’âge sera élu. Tous les billets, ainsi que les notes des scrutateurs, seront soigneusement brûlés après chaque tour de scrutin. Il sera procédé au scrutin autant de fois qu’il y aura de députés à nommer.

Art. XLVIII. Dans le cas où la même personne aurait été nommée député aux États généraux par plus d’un bailliage dans l’ordre du clergé, de la noblesse ou du tiers-état, elle sera obligée d’opter. S’il arrive que le choix du bailliage tombe sur une personne absente, il sera sur-le-champ procédé, dans la même forme, à l’élection d’un suppléant pour remplacer ledit député absent, si à raison de l’option ou de quelque autre empêchement, il ne pouvait point accepter la députation.

Art. XLIX. Toutes les élections graduelles des députés, y compris celles des députés aux États généraux, ainsi que la remise qui leur sera faite, tant des cahiers particuliers que du cahier général, seront constatées par les procès-verbaux qui contiendront leurs pouvoirs.

Art. L. Mande et ordonne, Sa Majesté, à tous les baillis et sénéchaux, et à l’officier principal de chacun des bailliages et sénéchaussées compris dans l’état annexé au présent règlement, de procéder à toutes les opérations et à tous les actes prescrits pour parvenir à la nomination des députés, tant aux assemblées particulières qu’aux États généraux, selon l’ordre desdits bailliages et sénéchaussées, tel qu’il se trouve fixé par ledit état, sans que desdits actes et opérations, ni en général d’aucune des dispositions faites par Sa Majesté, à l’occasion de la convocation des États généraux, ni d’aucune des expressions employées dans le présent règlement, ou dans les sentences et ordonnances des baillis et sénéchaux principaux, qui auront fait passer les lettres de convocation aux officiers des bailliages ou sénéchaussées secondaires, il puisse être induit ni résulter en aucun autre cas aucun changement ou novation dans l’ordre accoutumé, de supériorité, infériorité ou égalité desdits bailliages.

Art. LI. Sa Majesté, voulant prévenir tout ce qui pourrait arrêter ou retarder le cours des opérations prescrites pour la convocation des États généraux, ordonne que joutes les sentences, ordonnances et décisions qui interviendront sur les citations, les assemblées, les élections, et généralement sur toutes les opérations qui y sont relatives, seront exécutées par provision, nonobstant toutes appellations et oppositions en forme judiciaire, que Sa Majesté a interdites, sauf aux parties intéressées à se pourvoir par-devers elle par voie de représentation et par simples mémoires.
Fait et arrêté par le roi, étant en son conseil, tenu à Versailles le vingt-quatre janvier mil sept cent quatrevingt-neuf.
Signé LOUIS,
 et plus bas Laurent de VILLEDEUIL

## Des règles électives suivant l'ordre concerné

### Le clergé
Seraient électeurs, dans le clergé, les évêques, abbés, les chapitres représentés à raison d'un député par dix chanoines, les corps ou communautés, les ecclésiastiques d'hommes et de femmes à raison d'un député par vingt personnes et tous les curés individuellement. Cette composition du corps ecclésiastique assurait aux curés une forte majorité.

### La noblesse
Dans la noblesse furent électeurs tous les nobles possédant ou non possédant fief et âgés de vinq-cinq ans.

### Le tiers état
Pour le tiers état ce fut beaucoup plus compliqué. Dans les villes les corporations d'arts libéraux, les négociants et assimilés, deux députés par cent personnes. Dans les campagnes, deux députés par cent feux et au-dessous, trois députés au-dessus de deux cents feux, etc.
Une fois nommés, ces députés se réuniront au chef-lieu de bailliage principal afin d'y réduire leurs cahiers de doléances respectifs en un seul et de désigner un quart d'entre eux pour prendre part à l'assemblée générale des trois états du bailliage laquelle procèdera à l'élection des députés aux États généraux de 1789. Pour les villes et campagnes appartenant à un bailliage secondaire, le même système était maintenu, mais avec un degré de plus. Les députés des villes et des villages se rendaient au chef-lieu du bailliage secondaire, et s'y réduisaient au quart. Ce quart était appelé à prendre part à l'assemblée du tiers état du bailliage principal.
Les campagnes votèrent en masse. Les villes se montrèrent beaucoup plus indifférentes. À Paris, il n'y eut que 11 706 votants dans le Tiers-État, sur 50 000 électeurs environ.
Pour être électeur, il faut avoir 25 ans et être inscrit au rôle des contributions. Le suffrage est donc très large. Les assemblées électorales du clergé et de la noblesse doivent se réunir au chef-lieu de bailliage et sénéchaussée. Pour le tiers état, le suffrage est à deux degrés pour les paysans (assemblées de paroisses, puis assemblées du tiers état au chef-lieu) et même à trois dans les villes (assemblées de corporation ou de non-corporation, assemblée de ville, assemblée de bailliage, de sénéchaussée). Chacune de ces assemblées doit rédiger un « cahier de doléances ». Au chef-lieu, un « cahier général » fera la synthèse des doléances de chacun des ordres. Les assemblées devront se réunir en mars ou avril, les États généraux étant en effet convoqués à Versailles pour le 27 avril 1789.

## La France divisée en bailliages électoraux en 1789
Du XIIIe siècle à la fin de l'Ancien Régime, le royaume de France fut organisé en « bailliages » (gérés par les baillis), « sénéchaussées » (par les sénéchaux) et gouvernances (par les gouverneurs). Il s'agissait de circonscriptions administratives, judiciaires, fiscales, mais aussi électorales à l'occasion de la convocation des États généraux le 24 janvier 1789.

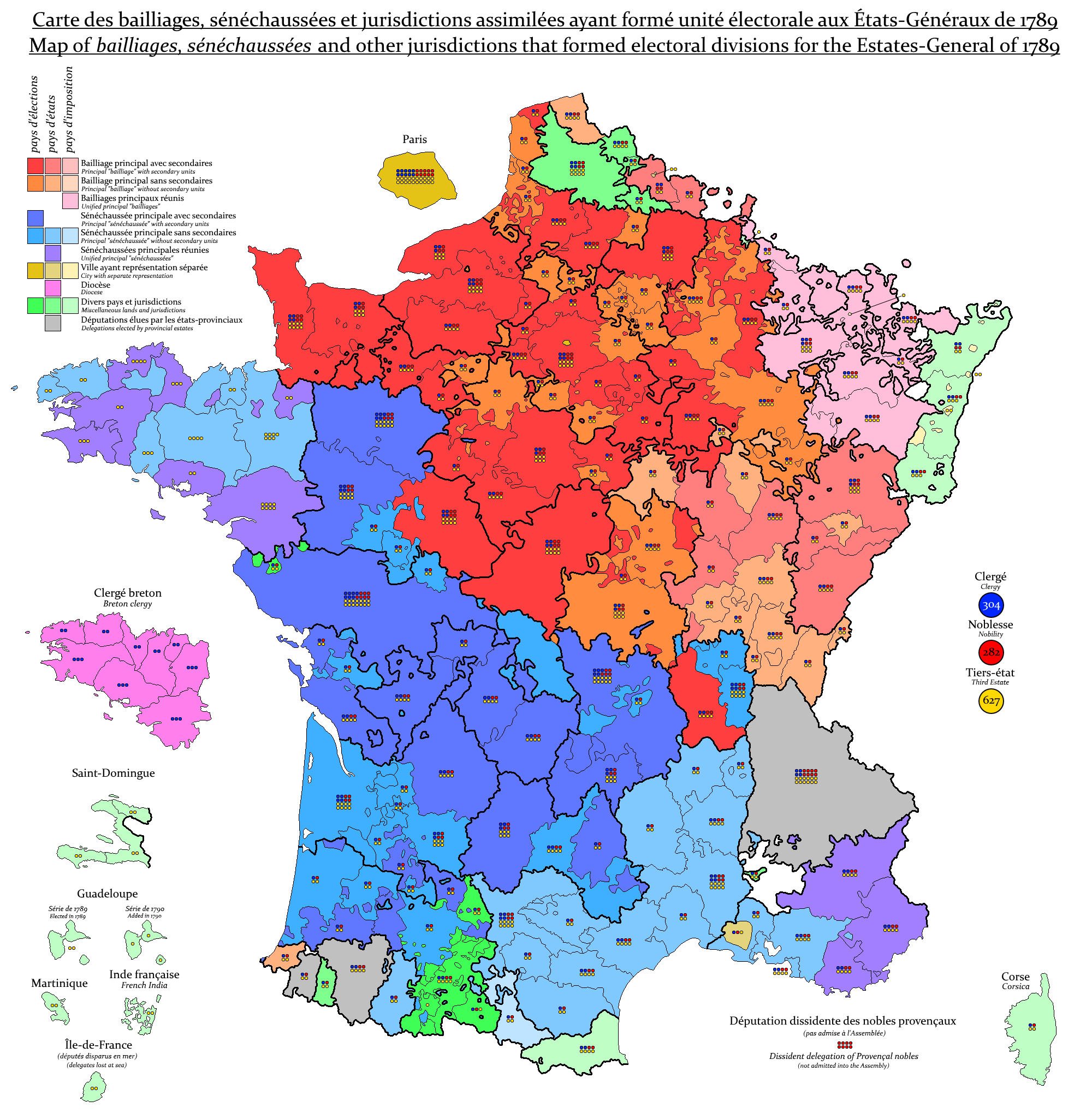
France divisée en bailliages ou sénéchaussées (ou juridictions assimilées) ayant formé unité électorale pour la convocation des États-Généraux de 1789,

### Première Série - Bailliages qui ont fait l'objet du règlement royal du 24 janvier 1789
1 Agen, 2 Castelmoron, 3 Nérac, 4 Casteljaloux, 5 Tartas, 6 Alençon, 7 Argentan, 8 Domfront, 9 Exmes, 10 Verneuil, 11 Amiens, 12 Ham, 13 Angoulême, 14 Cognac, 15 Angers, 16 Baugé, 17 Beaufort, 18 Château-Gontier, 19 La Flèche, 20 Lectoure, 21 Isle-Jourdain, 22 Auch, 23 Quatre-Vallées, 24 Riom, 25 Usson, 26 Montaigut, 27 Salers, 28 Bazas, 29 Villefranche-de-Beaujolais, 30 Beauvais, 31 Bourges, 32 Châteauroux, 33 Concressault, 34 Dun-le-Roi, 35 Issoudun, 36 Mehun-sur-Yèvre, 37 Vierzon, 38 Henrichemont, 39 Blois, 40 Romorantin, 41 Bordeaux, 42 Boulogne, 43 Moulins, 44 Caen, 45 Bayeux, 46 Falaise, 47 Thorigny, 48 Vire, 49 Calais, 50 Ardres, 51 Caudebec, 52 Arques à Dieppe, 53 Montivilliers, 54 Cany, 55 Neufchatel, 56 Le Havre, 57 Châlons-sur-Marne, 58 Chartres, 59 Châteauneuf-en-Thymerais, 60 Château-Thierry, 61 Châtellerault, 62 Chaumont-en-Bassigny, 63 Chaumont-en-Vexin, 64 Magny, 65 Clermont-Ferrand, 66 Clermont-en-Beauvoisis, 67 Muret (comté de Comminges), 68 Saint-Girons (pays de Couserans), 69 Condom, 70 Coutances, 71 Saint-Lô, 72 Avranches, 73 Carentan, 74 Cérences, 75 Mortain, 76 Saint-Sauveur-Lendelin, 77 Valognes, 78 Saint-Sauveur-le-Vicomte, 79 Tinchebray, 80 Crépy-en-Valois, 81 Dourdan, 82 Étampes, 83 Évreux, 84 Beaumont-le-Roger, 85 Conches, 86 Breteuil, 87 Gy (Ézy), 88 Nonancourt, 89 Bernay, 90 Orbec, 91 Pacy, 92 Saint-Flour, 93 Aurillac, 94 Vic-en-Carladès, 95 Murat, 96 Calvinet, 97 Montbrison, 98 Bourg-Argental, 99 Gien, 100 Saint-Jean-d'Angely, 101 Langres, 102 Dax, 103 Bayonne, 104 Saint-Sever, 105 Libourne, 106 Limoges, 107 Saint-Yrieix, 108 Tulle, 109 Brive, 110 Uzerche, 111 Loudun, 112 Lyon, 113 Le Mans, 114 Laval, 115 Beaumont-le-Vicomte, 116 Fresnay-le-Vicomte, 117 Sainte-Suzanne, 118 Mamers, 119 Château-du-Loir, 120 Mantes, 121 Meulan, 122 Le Dorat, 123 Bellac, 124 Guéret, 125 Meaux, 126 Melun, 127 Moret, 128 Montargis, 129 [Château-Renard], 130 Lorris, 131 Montfort-l'Amaury, 132 Dreux, 133 Mont-de-Marsan, 134 Montreuil, 135 Nemours, 136 Nevers, 137 Orléans, 138 Beaugency, 139 Bois-Commun, 140 Neuville-aux-Bois, 141 Vitry-aux-Loges, 142 Yenville (Janville), 143 Yèvres-le-Chatel, 144 Paris intra-muros, 145 Paris extra-muros, 146 Choisy-le-Roi, 147 Vincennes, 148 Meudon, 149 Versailles, 150 Bellême, 151 Mortagne, 152 Périgueux, 153 Bergerac, 154 Sarlat, 155 Péronne, 156 Montdidier, 157 Roye, 158 Saint-Pierre-le-Moûtier, 159 Cusset, 160 Poitiers, 161 Civray, 162 Saint-Maixent, 163 Fontenay-le-Comte, 164 Lusignan, 165 Montmorillon, 166 Niort, 167 Vouvant, 168 Abbeville, 169 Provins, 170 Montereau, 171 Saint-Quentin, 172 Cahors, 173 Montauban, 174 Gourdon, 175 Lauzerte, 176 Figeac, 177 Martel, 178 Reims, 179 Rodez, 180 Millau, 181 Rivière-Verdun et pays réunis, 182 La Rochelle, 183 Rochefort-sur-Mer, 184 Rouen, 185 Gisors, 186 Honfleur, 187 Pont-Audemer, 188 Pont-de-l'Arche, 189 Pont-l'Évêque, 190 Andely, 191 Lyons-la-Forêt, 192 Vernon, 193 Charleval, 194 Villefranche-de-Rouergue, 195 Saintes, 196 Tonnay-Charente, 197 Oleron, 198 Pons, 199 Taillebourg, 200 Brouage, 201 Saumur, 202 Senlis, 203 Beaumont-sur-Oise, 204 Chambly, 205 Compiègne, 206 Creil, 207 Pontoise, 208 Sens, 209 Villeneuve-sur-Yonne, 210 Sézanne, 211 Châtillon-sur-Marne, 212 Soissons, 213 Tours, 214 Châtillon-sur-Indre, 215 Chinon, 216 Langeais, 217 Loches, 218 Montrichard, 219 Troyes, 220 Nogent-sur-Seine, 221 Méry-sur-Seine, 222 Rumilly-les-Vaudes, 223 Virey-sous-Bar, 224 Vendôme, 225 Mondoubleau, 226 Saint-Calais, 227 Laon, 228 La Fère, 229 Marle, 230 Chauny, 231 Coucy, 232 Guise, 233 Noyon, 234 Villers-Cotterets, 235 Vitry-le-François, 236 Sainte-Menehould, 237 Fismes, 238 Saint-Dizier, 239 Épernay.

### Deuxième Série - Bailliages ou juridictions assimilées sans dérogation au règlement du 24 janvier 1789
Voici les « bailliages ou juridictions assimilées pour lesquels il n'a pas été dérogé par les règlements les concernant aux règles prescrites par le règlement du 24 janvier 1789 » : 

240 Annonay, 241 Béziers, 242 Carcassonne, 243 Castelnaudary, 244 Castres, 245 Limoux, 246 Mende, 247 Montpellier, 248 Nîmes, 249 Le Puy-en-Velay, 250 Toulouse, 251 Villeneuve-de-Berg, 252 Perpignan, 253 Viguerie de Conflans, 254 Viguerie de Cerdagne, 255 Dijon, 256 Beaune, 257 Auxonne, 258 Nuits, 259 Saint-Jean-de-Losne, 260 Autun, 261 Montcenis, 262 Semur-en-Brionnois, 263 Bourbon-Lancy, 264 Châlon-sur-Saône, 265 Semur-en-Auxois, 266 Avallon, 267 Arnay-le-Duc, 268 Saulieu, 269 Châtillon-sur-Seine, 270 Charolles, 271 Mâcon, 272 Auxerre, 273 Bar-sur-Seine, 274 Bourg-en-Bresse, 275 Belley, 276 Gex, 277 Trévoux, 278 Montaigu (marches communes assemblées à), 279 Vesoul, 280 Baume-les-Dames, 281 Gray, 282 Lons-le-Saunier, 283 Arbois, 284 Orgelet, 285 Poligny, 286 Pontarlier, 287 Salins, 288 Saint-Claude, 289 Besançon, 290 Dole, 291 Ornans, 292 Quingey, 293 Viguerie d'Orange, 294 Bailliage d'Ustaritz, 295 Gouvernance de Lille, 296 Gouvernance de Douai, 297 Gouvernance de Bailleul, 298 Mauléon (Pays de Soule), 299 Pamiers (Comté de Foix), 300 Cambrésis, 301 Tarbes (Bigorre), 302 Pays du Rustaing, 303 Arras, 304 Saint-Pol, 305 Saint-Omer, 306 Béthune, 307 Aire, 308 Lens, 309 Bapaume, 310 Hesdin

### Troisième Série - Bailliages ou juridictions avec dérogation au règlement du 24 janvier 1789
Voici les « bailliages ou juridictions pour lesquels il a été dérogé par les règlements les concernant aux règles prescrites par le règlement du 24 janvier 1789 : 
311 Royaume de Navarre, 312 Valenciennes, 313 Le Quesnoy, 314 Prévôté-le-Comte-de-Valenciennes, 315 Saint-Amand, 316 Mortagne, 317 Bouchain, 318 Condé, 319 Avesnes, 320 Agimont (ou Givet), 321 Maubeuge, 322 Bavay, 323 Fumay, 324 Revin, 325 Strasbourg (ville de), 326 Schlestadt (les dix villes impériales réunies à), 327 Colmar et Schlestadt (districts réunis de), 328 Belfort et Huningue (districts réunis de), 329 Haguenau et Wissembourg (districts réunis de), 330 Metz (ville de), 331 Metz, 332 Thionville, 333 Sarrelouis, 334 Longwy, 335 Sarrebourg, 336 Phalsbourg, 337 Toul, 338 Vic, 339 Verdun, 340 Marville, 341 Clermont-en-Argonne, 342 Sedan, 343 Château-Regnault, 344 Mouzon, 345 Mohon, 346 Carignan, 347 Montmedy, 348 Nancy, 349 Lunéville, 350 Blamont, 351 Rozières, 352 Vézelise, 353 Nomény, 354 Mirecourt, 355 Charmes, 356 Châtel-sur-Moselle, 357 Darney, 358 Neufchâteau, 359 Saint-Dié, 360 Épinal, 361 Bruyères, 362 Remiremont, 363 Sarreguemines, 364 Dieuze, 365 Château-Salins, 366 Bitche, 367 Lixheim, 368 Fenestrange, 369 Boulay, 370 Bouzonville, 371 [Schambourg], 372 Bar, 373 La Marche, 374 Pont-à-Mousson, 375 Bourmont, 376 Commercy, 377 Saint-Mihiel, 378 Thiaucourt, 379 Étain, 380 Briey, 381 Longuyon, 382 Villers-la-Montagne, 383 Aix, 384 Sénéchaussée d'Arles, 385 Arles, 386 Marseille, 387 Draguignan, 388 Grasse, 389 Castellane, 390 Forcalquier, 391 Digne, 392 Sisteron, 393 Barcelonnette, 394 Toulon, 395 Brignoles, 396 Hyères, 397 Rennes, 398 Hennebont, 399 Brest, 400 Lesneven, 401 Dinan, 402 Ploërmel, 403 Fougères, 404 Hédé, 405 Saint-Aubin-du-Cormier, 406 Nantes, 407 Guérande, 408 Vannes, 409 Auray, 410 Rhuys, 411 Carhaix, 412 Châteaulin, 413 Châteauneuf-du-Faou, 414 Gourin, 415 Quimperlé, 416 Quimper, 417 Concarneau, 418 Morlaix, 419 Lannion, 420 Saint-Brieuc, 421 Jugon

### Députations du Clergé
422 Députation du Clergé de Saint-Malo, 423 Députation du Clergé de Saint-Pol-de-Léon, 424 Députation du Clergé de Nantes, 425 Députation du Clergé de Vannes, 426 Députation du Clergé de Dol, 427 Députation du Clergé de Quimper, 428 Députation du Clergé de Rennes, 429 Députation du Clergé de Saint-Brieuc, 430 Députation du Clergé de Tréguier, 431 Bastia, 432 Ajaccio, 433 Aleria, 434 Bonifacio, 435 Calvi, 436 Cap Corse, 437 Corte, 438 La Porta d'Ampugnani, 439 Nebbio, 440 Sartène, 441 Vico, 442 Dauphiné, 443 Béarn

### Principales terres indépendantes ou souveraines enclavées en France
- I - État d'Avignon
- II - Comtat Venaissin
- III - Terre de Bidache
- IV - Seigneurie de Mandeure
- V - Comté de Montbéliard
- VI - Ville de Mulhouse
- VII - Comté de Saar-Verden
- VIII - Principauté de Salm
- IX - Comté de Sault
- X - Seigneurie de Montjoie